# Борова (притока Осколу)
Борова́ — річка у Борівському районі Харківської області. Ліва притока Осколу (басейн Сіверського Донця).

## Опис
Довжина 18 км, похил річки — 2,6 м/км. Формується з декількох безіменних струмків та водойм. Площа басейну 98,6 км².

## Розташування
Борова бере початок на північній околиці села Шийківки. Тече перевважно на північний захід через селище Борова і впадає в річку Оскіл (Оскільське водосховище), ліву притоку Сіверського Донця.